# Брглез (Літія)
Брглез (словен. Brglez) — поселення в общині Літія, Осреднєсловенський регіон, Словенія. Висота над рівнем моря: 387,2 м.